# العلاقات اللاوسية النيوزيلندية
العلاقات اللاوسية النيوزيلندية هي العلاقات الثنائية التي تجمع بين لاوس ونيوزيلندا.

## مقارنة بين البلدين
هذه مقارنة عامة ومرجعية للدولتين:
| وجه المقارنة                                              | لاوس        | نيوزيلندا                                              |
| --------------------------------------------------------- | ----------- | ------------------------------------------------------ |
| المساحة (كم2)                                             | 236.80 ألف  | 268.02 ألف                                             |
| عدد السكان (نسمة)                                         | 6.86 مليون  | 4.24 مليون                                             |
| الكثافة السكانية (ن./كم²)                                 | 28.97       | 15.82                                                  |
| العاصمة                                                   | فيينتيان    | ويلينغتون، أوكلاند                                     |
| اللغة الرسمية                                             | اللغة اللاو | لغة إنجليزية، اللغة الماورية، لغة الإشارة النيوزيلندية |
| العملة                                                    | كيب لاوي    | دولار نيوزيلندي، الجنيه النيوزيلندي                    |
| الناتج المحلي الإجمالي (بليون دولار)                      | 16.85 مليار | 205.85 مليار                                           |
| الناتج المحلي الإجمالي (تعادل القوة الشرائية) بليون دولار | 38.71 مليار |                                                        |
| الناتج المحلي الإجمالي الاسمي للفرد دولار أمريكي          | 1.82 ألف    |                                                        |
| الناتج المحلي الإجمالي للفرد دولار أمريكي                 |             |                                                        |
| مؤشر التنمية البشرية                                      | 0.575       | 0.914                                                  |
| رمز المكالمات الدولي                                      | +856        | +64                                                    |
| رمز الإنترنت                                              | .la         | .nz                                                    |
| المنطقة الزمنية                                           | ت ع م+07:00 | ت ع م+13:00، ت ع م+12:00                               |

## منظمات دولية مشتركة
يشترك البلدان في عضوية مجموعة من المنظمات الدولية، منها:
| علم المنظمة | اسم المنظمة                        | تاريخ انضمام لاوس | تاريخ انضمام نيوزيلندا |
| ----------- | ---------------------------------- | ----------------- | ---------------------- |
|             | منظمة حظر الأسلحة الكيميائية       | ?                 | ?                      |
|             | البنك الدولي للإنشاء والتعمير      | 5 يوليو 1961      | 31 أغسطس 1961          |
|             | منتدى آسيان الإقليمي ‏              | ?                 | ?                      |
|             | الأمم المتحدة                      | 14 ديسمبر 1955    | 24 أكتوبر 1945         |
|             | بنك التنمية الآسيوي                | 1966              | 1966                   |
|             | منظمة الشرطة الجنائية الدولية      | ?                 | ?                      |
|             | وكالة ضمان الاستثمار متعدد الأطراف | 5 أبريل 2000      | 22 أبريل 2008          |
|             | يونسكو                             | 9 يوليو 1951      | 4 نوفمبر 1946          |
|             | مؤسسة التنمية الدولية              | 28 أكتوبر 1963    | 1 أكتوبر 1974          |
|             | مؤسسة التمويل الدولية              | 29 يناير 1992     | 31 أغسطس 1961          |

## وصلات خارجية
- موقع وزارة الخارجية النيوزيلندية